# Сан-Антоніо-де-Пале
Са́н-Анто́ніо-де-Пале́ — місто Екваторіальної Гвінеї, столиця провінції Аннобон, яка розташована на однойменному острові.
Населення острова становить приблизно 600 осіб. Поширені аннобонська (або креольська португальська) та іспанська мови.
Місто розташоване на півночі острова, на березі Атлантичного океану в більш-менш рівнинній і сухій місцевості. Тут є аеропорт, порт, центр медичної допомоги, школа, маяк, радіостанція та католицька місія кларетинців.